# Alexander Geuens
Alexander Geuens, né le 5 septembre 1994, est un coureur cycliste belge.

## Biographie
En 2012, Alexander Geuens se classe notamment troisième du Circuit Het Nieuwsblad juniors et d'une étape du Tour de Haute-Autriche juniors (moins de 19 ans). De 2013 à 2015, il court dans la réserve de l'équipe Lotto-Belisol, renommée ensuite Lotto-Soudal. Lors de sa dernière saison, il termine notamment septième du Kernen Omloop Echt-Susteren
En 2016, il intègre l'équipe continentale Pauwels Sauzen-Vastgoedservice. Vainqueur à six reprises,  il se classe par ailleurs troisième du championnat de Belgique sur route dans la catégorie espoirs (moins de 23 ans). En 2017, il est notamment septième du Circuit du Houtland et huitième du Mémorial Philippe Van Coningsloo
Un temps sans équipe, il est finalement recruté par la nouvelle formation Sovac-Natura4Ever de Geoffrey Coupé pour l'année 2018. Il effectue sa reprise sur la Tropicale Amissa Bongo, où il se classe cinquième d'une étape. Au mois d'aout, il finit sixième du Circuit Mandel-Lys-Escaut et huitième de la Coupe Sels.

## Palmarès
- 2012
  - 3e étape de la Ster van Zuid-Limburg
  - 3e du Circuit Het Nieuwsblad juniors
- 2015
  - Mémorial Staf Segers
  - 2e du Grand Prix Etienne De Wilde
- 2016
  - 5e étape du Tour du Brabant flamand
  - 3e du championnat de Belgique du contre-la-montre par équipes
  - 3e du championnat de Belgique sur route espoirs

## Classements mondiaux
| Année           | 2015 | 2016   | 2017 | 2018 |
| --------------- | ---- | ------ | ---- | ---- |
| UCI Europe Tour | 966e | 1 247e | 686e | 582e |